# Église Saint-Michel-Archange de Marseille
Pour les articles homonymes, voir Église Saint-Michel.
L'église Saint-Michel-Archange est une église catholique romaine de Marseille, située 1 Place de l'Archange dans le quartier du Camas (5e arrondissement).
Elle est dédiée à l'Archange Michel.

## Histoire[1]
En 1848, l'évêque de Marseille Eugène de Mazenod fonde la paroisse Saint-Michel et charge en 1850 l'architecte Pierre Marius Bérengier (1808-1876) de construire une église de style néo-gothique. Il s'agit du premier projet d'église dans ce style à Marseille, cinq ans avant la première pierre des Réformés.
La première pierre est posée le 18 avril 1850 par l'évêque de Mazenod en présence du Maire. Pour financer les travaux, le premier curé Gustave Meistre (qui y est enterré) et la Paroisse organisent une loterie autorisée par Napoléon III. Une fois la somme épuisée, c’est la municipalité qui est sollicité : elle rachètera le terrain et les constructions pour les achever, sans toutefois réaliser l'ornementation (intérieure et extérieure) et les flèches au dessus des deux tours de la façade.
L'église est inaugurée en l'état le 1er octobre 1864. Elle a été rénovée en 2017.
Pendant plusieurs années, s'y est déroulé un festival de musique sacrée.

## Description[3]
L'église à trois nefs avec voûte d'ogives possède dix chapelles latérales et deux chapelles de chœur. Elle mesure 60 mètres de long et 30 mètres de large. Sa façade en pierre de Beaucaire s'élève à 33 mètres de haut.
Nombreux et remarquables sont les vitraux installés entre 1862 et 1864, œuvres d'Émile Thibaud (1806-1896). Celui du chœur mesure 18 mètres de haut et dépeint cinq tableaux de la vie du Christ : la multiplication des pains, la guérison du paralysé, la bénédiction des enfants, l’Eucharistie et la remise des clés à Saint Pierre. Au-dessus du Grand-Orgue, un vitrail représente Saint Michel entouré d’anges.
Les cloches sont l'œuvre des fonderies marseillaises Baudouin, entreprise qui se consacrera aux moteurs à partir de 1918.
Le chemin de croix en métal a été réalisé par André Masson.
L'édifice est doté d'un Grand-Orgue de tribune et d'un orgue de chœur.